# Pietravairano
Pietravairano è un comune italiano di 2 811 abitanti della provincia di Caserta in Campania.

## Geografia fisica

### Territorio
Centro agricolo del sub appennino campano, alle falde orientali del monte Caievola (588 metri). È posto su uno sprone volto a sudest, ed ha una struttura a gradinata.

## Storia
Menzionato in un documento del 1070, conservato nell'archivio dei Benedettini di Montecassino, come Castrum Petrae, il toponimo è anche citato nel Catalogus Baronum (1150-1168) di epoca normanna che lo attribuisce come feudo ad un personaggio della famiglia de Petra, che proprio da quel feudo prende il suo nome, Alexander de Petra, definito signore del castello di Petra; in seguito altri personaggi della famiglia, citati nei registri angioini, vengono definiti signori di Petra: Giovanni de Petra (1272), suo figlio Roberto (1276), Seneballo de Petra (1289), Nicola III de Petra (1415). Successivamente fu feudo dei de Roccaromana, dei Marzano, dei Cicinello, dei Como, dei Montaquila e, alla fine del secolo XVI, passò stabilmente alla famiglia Grimaldi, che lo mantenne fino all'eversione della feudalità.

### Simboli
Il gonfalone è un drappo partito di rosso e di bianco
Lo stemma e il gonfalone sono stati concessi con decreto del presidente della Repubblica del 10 novembre 1983 che sostituisce il regio decreto dell'11 dicembre 1867 in cui lo stemma era blasonato: partito d'azzurro e di verde: il primo a tre colli d'argento, isolati e ristretti uno su due, il superiore sostenente un cane bracco pure d'argento, collarinato di rosso, seduto ed abbaiante; il secondo a cinque spighe di grano gambute e fogliate d’oro, impugnate, legate di rosso.

## Monumenti e luoghi d'interesse
L'antico nucleo del paese presenta alcune caratteristiche delle sue origini medievali; nella parte apicale è un torrione tronco-conico angioino. Di particolare interesse è il Santuario di Santa Maria della Vigna, a nord dell'abitato, ricostruito nel secolo XVII, che conserva nella sua cripta originaria interessantissimi affreschi tardogotici.
Il teatro-tempio di Pietravairano è situato sul monte san Nicola. Il complesso è costituito da un teatro e un tempio italico disposti su due terrazze.

## Società

### Evoluzione demografica
Abitanti censiti

## Economia
L'agricoltura produce cereali, olive, uva e frutta, in particolare lupini (Presidio Slow Food) e zafferano. Vi sono allevamenti di bestiame ovino e bovino con raccolta di carne e latte.

## Amministrazione
| Periodo | Periodo   | Primo cittadino      | Partito                            | Carica      | Note |
| ------- | --------- | -------------------- | ---------------------------------- | ----------- | ---- |
| 1985    | 1993      | Aldo Zarone          | Democrazia Cristiana               | Sindaco     |      |
| 1993    | 1995      | Dario Rotondo        | Democrazia Cristiana               | Sindaco     |      |
| 1995    | 1995      | Maria Luisa Fappiano |                                    | commissario |      |
| 1995    | 1999      | Giuseppe Acquaro     | Partito Democratico della Sinistra | Sindaco     |      |
| 1999    | 2009      | Dario Rotondo        | Lista civica                       | Sindaco     |      |
| 2009    | 2019      | Francesco Zarone     | Lista civica                       | Sindaco     |      |
| 2019    | 2024      | Marianna Di Robbio   | Lista civica                       | Sindaco     |      |
| 2024    | In carica | Adriano Del Sesto    | Lista civica                       | Sindaco     |      |